# Nymphargus mixomaculatus
Nymphargus mixomaculatus é uma espécie de anfíbio anuro da família Centrolenidae. Está presente no Peru. A UICN classificou-a como deficiente de dados.